# La Cina è vicina
La Cina è vicina è un film italiano del 1967 diretto da Marco Bellocchio. Il film è stato selezionato tra i 100 film italiani da salvare.

## Trama

Glauco Mauri e Pierluigi Aprà in una scena

Vittorio Gordini Malvezzi è un agiatissimo professore di scuola media superiore che, pur senza essersi mai impegnato attivamente in politica, per opportunismo s'è già avvicendato in molte delle maggiori formazioni politiche dell'epoca, dalla DC al PCI, passando in pratica per tutte le sigle del centro-sinistra. Quando in occasione delle elezioni amministrative i vertici provinciali del Partito Socialista Unificato lo avvicinano con l'offerta d'una candidatura nelle loro liste, poiché desiderosi d'ingraziarsi anche il benestante ceto piccoloborghese moderato ed anticomunista locale, Vittorio accetta con la promessa di vedersi, in caso di vittoria elettorale, assegnare l'assessorato alla pubblica istruzione.
Non avendo però alcuna esperienza in fatto di politica attiva, chiede di farsi assegnare una specie di segretario-consulente elettorale, cosa a cui il Partito acconsente mettendo alle sue dipendenze il giovane ma scafato ragioniere Carlo Carini, loro militante da lungo corso al quale per questa tornata elettorale era stata promessa la stessa carica proposta invece a Vittorio. Il giovane, amareggiato per questo voltafaccia, non si dà per vinto e decide di cogliere l'occasione per tentare di elevarsi socialmente, circuendo il professore e, soprattutto, la sorella maggiore Elena, diventandone l'amante e riuscendo così ad introdursi in quella ricca e nobile famiglia (i Gordini-Malvezzi si fregiano appunto del titolo di conti).
Quando poi Elena scopre d'aspettare un bambino, scatta il piano di Carlo per assicurarsi il suo posto al sole: convincendo Giovanna, segretaria di casa Gordini-Malvezzi, oltreché compagna di partito e sua ex fidanzata (i due si lasciano proprio quando la giovane lo sorprende in intimità con la donna), a spiarla per passargli informazioni su qualunque suo spostamento, comincia ad architettare il sabotaggio dell'aborto della donna (all'epoca, infatti, ancora illegale in Italia), al fine dunque di costringerla a sposarlo per aver salva la faccia, cosa in cui riuscirà con successo; nel frattempo anche Giovanna, che per ripicca verso Carlo aveva ceduto alla corte di Vittorio, in cambio della sua collaborazione si fa aiutare per "incastrare" il proprio amante, facendosi cosí mettere incinta per farsi sposare anch'ella da Vittorio.
Il film si chiude col lunatico militante maoista Camillo, fratello minore di Vittorio ed Elena, che assieme ai compagni Rospo e Giacomo manda a monte il comizio elettorale del fratello, scatenandogli contro, grazie ad uno stratagemma, una muta di cani, il tutto mentre Elena e Giovanna, incinte dunque del medesimo uomo, si preparano alla maternità seguendo assieme un corso di ginnastica prenatale.

## Produzione
Il film è stato girato a Imola (BO), a Dozza (BO) e a Faenza (RA) nell'autunno del 1966. Proprio l'anno prima (1965) a Bellocchio era stato assegnato, nell'ambito della Mostra di Venezia, il Premio Città di Imola per la sua opera prima I pugni in tasca.

### Titolo
In una dedica riportata in sovraimpressione prima dei titoli di testa vengono ringraziati lo scrittore Enrico Emanuelli e la sua casa editrice (la Arnoldo Mondadori Editore) per aver concesso l'utilizzo del titolo, di fatto già adoperato per un diario di viaggio dell'autore nel 1957, benché lo stesso Bellocchio abbia poi dichiarato d'averlo in realtà ripreso da un motto impiegato dai gruppi maoisti italiani.

## Riconoscimenti
- Festival di Venezia 1967: Leone d'argento
- Nastro d'argento al miglior soggetto originale e alla migliore fotografia